# Tarmskylning
En tarmskylning udrenser, ved hjælp af vand, ophobet afføring i tyktarmen.
Tarmskylninger er gennem de sidste 25 år blevet mere populært, blandt andet i USA og Europa.[kilde mangler]

## Procedure
Proceduren afvikles hovedsageligt på en af to måder: 

### Rektal skylning
Ved rektal skylning føres et engangskateter op i endetarmen, og vand føres ind og efterfølgende ud.

### Oral skylning
Denne form for skylning udføres ved indtagelse af fysiologisk saltvand (0,9%). Der indtages vand indtil vandet der kommer ud igen, er fri for partikler. Der drikkes typisk fem til seks liter.
Begge procedurer suppleres med mavemassage og/eller maveøvelser i stil med yoga.